# 小行星952
小行星952（952 Caia）是一颗绕太阳运转的小行星，为主小行星带小行星。该小行星于1916年10月27日发现。
該小行星以波蘭作家亨利克·顯克微支的小說《你往何處去》的角色凱亞（Caia）命名。

## 轨道参数
小行星952的轨道半长轴为2.9836576 UA，离心率为0.250。